# Rodney Antwi
Rodney Antwi (Amsterdam, 3 novembre 1995) è un calciatore olandese, centrocampista del Foshan Nanshi.

## Caratteristiche tecniche
È un esterno mancino.

## Carriera
Ha giocato nella prima divisione olandese, in quella bulgara, in quella egiziana, in quella norvegese, in quella maltese ed in quella serba.